# 長島崇彦
長島 崇彦（ながしま たかひこ、1971年2月1日 - ）KYT鹿児島讀賣テレビの元アナウンサー。

## 来歴・人物
静岡県駿東郡長泉町出身。明治大学を卒業後、1994年に鹿児島讀賣テレビ開局とともに入社。開局初日から『ズームイン!!朝!』のKYT初代キャスターを務めたのち、2005年9月まで『KYTニュースプラス1』のメインキャスターを8年半務めた。2007年4月30日にKYTを退社。
歌手の河口恭吾がシングル「桜」を発売した際に、鹿児島限定CMのナレーションを務めた。
同期に今井智久、糸永直美（現・広島テレビアナウンサー）、近藤久美子、下川文子がいる。

## 過去の担当番組
- KYTニュースプラス1
- ズームイン!!朝!鹿児島担当キャスター
- AMP